# Ted Curson
Theodore Curson (Philadelphia, 3 juni 1935 - Montclair, 4 november 2012) was een Amerikaanse jazzmuzikant (trompet, hoorn).

## Carrière
Curson speelde al op 6-jarige leeftijd saxofoon en wisselde als 10-jarige naar de trompet. Hij studeerde aan het Granoff-conservatorium in Philadelphia en daarna bij John Costello in New York. Zijn muzikantencarrière begon bij Charlie Ventura. Aangemoedigd door Miles Davis speelde hij daarna met Mal Waldron, Red Garland, Philly Joe Jones en Cecil Taylor, met wie hij in 1956 zijn eerste album opnam. In 1959 en 1960 behoorde hij bij de band van Charles Mingus, met wie hij in 1960 speelde op het festival van Antibes en betrokken was bij de opnamen van albums als Pre-Bird. Vervolgens richtte hij eigen bands op, maar speelde ook met Max Roach, Lee Konitz, Andrew Hill, Booker Ervin, Bill Barron en Archie Shepp. Daarna oriënteerde hij zich in Europa, woonde kortstondig in Finland, waar hij vanaf 1966 regelmatig optrad tijdens het Pori Jazz Festival. Ook was hij in 1973 bij het Schauspiel Zürich als muzikant bezig. Voorts schreef hij filmmuziek, zoals voor Toreama van Pier Paolo Pasolini.
Tijdens het midden van de jaren 1970 werd hij als protagonist van de neo-bop ontdekt. Sinds 1976 woonde hij weer in Noord-Amerika, waar hij een septet oprichtte, waarmee hij zich in 1978 presenteerde bij het Newport Jazz Festival. Met de Mingus Dynasty speelde hij meermaals tijdens festivals in de Verenigde Staten en toerde hij door Europa en India. In 1981 was hij te gast met zijn eigen octet in de New Yorkse Town Hall. Later leidde hij de huisband van de New Yorkse Blue Note.
Tijdens zijn laatste jaren verzorgde hij een maandelijks plaatsvindende jamsessie in de club Trumpets in Montclair. In de zomer van 2012 speelde hij nog eenmaal met Henry Grimes in het New Yorkse Cornelia Street Cafe.
In 2003 gebruikte Vincent Gallo de song Tears for Dolphy voor de soundtrack van de Amerikaans-Japans-Franse Independent-Essayfilm The Brown Bunny.

## Discografie
- 1960: Charles Mingus – Pre Bird (Mercury Records), Mingus at Antibes (Atlantic Records), Charles Mingus Presents Charles Mingus, Mingus, (Candid Records)
- 1962: Ted Curson – Fire Down Below (Prestige Records/OJC) met Gildo Mahones, George Tucker, Roy Haynes
- 1964: Ted Curson – Tears for Dolphy (Fontana-Freedom-Black Lion)
- 1965: Archie Shepp – Fire Music (Impulse! Records)
- 1980: Ted Curson – I Heard Mingus
- 1990: Ted Curson – Travelling On

- Bibsys: 4091291
- Biblioteca Nacional de España: XX1768334
- Bibliothèque nationale de France: cb13892884c (data)
- CiNii: DA16773617
- Gemeinsame Normdatei: 134353137
- International Standard Name Identifier: 0000 0000 5513 2618
- Library of Congress Control Number: n84104201
- MusicBrainz: b09f5c3e-0402-4d76-bbeb-611da59c9d7a
- Nationale Bibliotheek van Israël: 987007411001605171
- Nederlandse Thesaurus van Auteursnamen: 097138495
- Réseau des bibliothèques de Suisse occidentale: 02-A003147995
- Istituto Centrale per il Catalogo Unico: LO1V375012
- SNAC: w61p5xc1
- Système universitaire de documentation: 079000665
- Virtual International Authority File: 10032863
- WorldCat: E39PBJqKb9YJyWyrM7cQXK7WDq